# Piro Mani
Piro Mani, född den 14 april 1932 i Korça i Albanien, död 3 juni 2021 i New York i USA, var en albansk scen- och filmaktör. Piro Mani läste drama vid Lunatjarskij-institutet i Moskva i Sovjetunionen och blev utexaminerad därifrån 1954. Sedan dess var han aktör vid Nationalteatern i Tirana och efteråt dess direktör. Han har spelat rollfigurer i två filmer.